# Habib Selmi
Habib Selmi (* 1951 in Al-Alaa nahe Kairouan, Tunesien) ist ein tunesischer Schriftsteller.
Er ist Universitätsdozent für Arabisch und lebt seit 1983 in Paris.
Er hat Romane und Erzählbände veröffentlicht und zählt zu den wichtigsten tunesischen Autoren arabischer Sprache.

## Werke
- Ziegenberg. Beirut, 1988
- Porträt eines toten Beduinen, Beirut, 1990
- Das Sandlabyrinth, Beirut, 1994
- Lauwarme Antres, Beirut, 1999
- Bajjas Liebhaber. Beirut, 2002; Deutsche Übersetzung: Lenos, Basel 2006
- Geheimnisse von Abdallah, Beirut, 2006
- Meine Zeit mit Marie-Claire. Beirut, 2008; Deutsche Übersetzung: Lenos, Basel 2010, ISBN 978-3-85787-407-9
- Die Frauen von al-Bassatîn. Beirut 2011; Deutsche Übersetzung: Lenos, Basel 2013, ISBN 978-3-85787-439-0